# Alto de Ño León
El Alto de Ño León (10°25′46″N 67°09′58″O / 10.4295, -67.1661) es una formación de montaña ubicada en el extremo sur del estado La Guaira, Venezuela. A una altitud promedio entre 1.944 m s. n. m. y 2.067 m s. n. m. el Alto de Ño León es el punto más elevado del parque nacional Macarao y una de las montañas más altas del  estado.

## Ubicación
El Alto de Ño León está ubicado en el corazón de una fila montañosa al este de la Colonia Tovar y al este de la ciudad de Caracas. Desde el oeste recibe en su arista la carretera El Junquito-Colonia Tovar. En su falda norte se sitúa la comunidad de Petaquire y la carretera que la conecta a la costa del Mar Caribe por la poblaciónn de Carayaca.